# Tipula kirkwoodi
Tipula kirkwoodi är en tvåvingeart som beskrevs av Alexander 1961. Tipula kirkwoodi ingår i släktet Tipula och familjen storharkrankar. Inga underarter finns listade i Catalogue of Life.